# Serge Muhmenthaler
Serge Muhmenthaler (Grenchen, 1953. május 20. –) svájci nemzetközi labdarúgó-játékvezető. Polgári foglalkozása tanár.

## Pályafutása

### Labdarúgóként
Játékosként 1972-ben az FC Grenchen, 1972-1975 között a BSC Young Boys, 1975-1978 között az FC Basel csapatában játszott. Egy súlyosabb sérülés miatt befejezte labdarúgó pályafutását, játékvezetőnek jelentkezett.

### Labdarúgó-játékvezetőként

#### Nemzeti játékvezetés
1988-ban lett az I. Liga játékvezetője. A nemzeti játékvezetéstől 1998-ban vonult vissza.

##### Nemzeti kupamérkőzések
Vezetett Kupa-döntők száma: 1.

###### Svájci Kupa
| Időpont         | Helyszín               | Mérkőzés típusa | Mérkőzés                         | Eredmény | Nézők száma |
| --------------- | ---------------------- | --------------- | -------------------------------- | -------- | ----------- |
| 1989. május 15. | Wankdorf Stadion, Bern | döntő           | Grasshopper Club Zürich–FC Aarau | 2 : 1    | 27 000      |

#### Nemzetközi játékvezetés
A Svájci labdarúgó-szövetség Játékvezető Bizottsága (JB) terjesztette fel nemzetközi játékvezetőnek, a Nemzetközi Labdarúgó-szövetség (FIFA) 1989-től tartotta nyilván bírói keretében. Több nemzetek közötti válogatott és klubmérkőzést vezetett. UEFA besorolás szerint a „mester” kategóriába tevékenykedik. A svájci nemzetközi játékvezetők rangsorában, a világbajnokság-Európa-bajnokság sorrendjében többedmagával az 5. helyet foglalja el 10 találkozó szolgálatával.
Európai-kupamérkőzések irányítójaként az örök ranglistán a 70. helyet foglalja el 35 találkozó vezetésével. Az aktív nemzetközi játékvezetéstől 1998-ban a FIFA 45 éves korhatárát elérve búcsúzott.

##### Világbajnokság
A világbajnoki döntőhöz vezető úton Olaszországba a XIV., az 1990-es labdarúgó-világbajnokságra, Egyesült Államokba a XV., az 1994-es labdarúgó-világbajnokságra, valamint Franciaországba a XVI., az 1998-as labdarúgó-világbajnokságra a FIFA JB bíróként alkalmazta.

##### 1990-es labdarúgó-világbajnokság
Az óceániai (OFC) zónában vezethetett selejtező mérkőzést.

###### Selejtező mérkőzés
| Időpont          | Helyszín                    | Mérkőzés típusa | Mérkőzés         | Eredmény | Nézők száma |
| ---------------- | --------------------------- | --------------- | ---------------- | -------- | ----------- |
| 1989. március 5. | Ramat Gan Stadion, Tel-Aviv | döntő selejtező | Izrael–Új-Zéland | 1 : 0    | 44 500      |

##### 1994-es labdarúgó-világbajnokság
Az előselejtezők során az európai (UEFA) és az (Ázsiai Labdarúgó-szövetség (AFC) zónában szolgálta a labdarúgást.

###### Selejtező mérkőzés
| Időpont            | Helyszín                           | Mérkőzés típusa           | Mérkőzés              | Eredmény | Nézők száma |
| ------------------ | ---------------------------------- | ------------------------- | --------------------- | -------- | ----------- |
| 1992. április 22.  | Benito Villamarín Stadion, Sevilla | előselejtező (3. csoport) | Spanyolország–Albánia | 3 : 0    | 10 000      |
| 1992. november 11. | Nemzeti Stadion, Ramat-Gan         | előselejtező (6. csoport) | Izrael–Svédország     | 1 : 3    | 35 000      |
| 1993. május 29.    | Śląski Stadion, Chorzów            | előselejtező (2. csoport) | Lengyelország–Anglia  | 1 : 1    | 65 000      |
| 1993. október 15.  | Nemzetközi Stadion, Doha           | döntő selejtező           | Szaúd-Arábia–Japán    | 0 : 0    | 20 000      |
| 1993. október 21.  | Nemzetközi Stadion, Doha           | döntő selejtező           | Észak-Korea–Japán     | 0 : 3    | 3 000       |
| 1993. október 28.  | Al-Ahly Stadion, Doha              | döntő selejtező           | Irak–Japán            | 2 : 2    | 15 000      |

##### 1998-as labdarúgó-világbajnokság

###### Selejtező mérkőzés
| Időpont              | Helyszín                   | Mérkőzés típusa           | Mérkőzés                  | Eredmény | Nézők száma |
| -------------------- | -------------------------- | ------------------------- | ------------------------- | -------- | ----------- |
| 1996. december 14.   | Mestalla Stadion, Valencia | előselejtező (6. csoport) | Spanyolország–Jugoszlávia | 2 : 0    | 37 000      |
| 1997. április 2.     | Vasil Levski, Szófia       | előselejtező (5. csoport) | Bulgária–Ciprus           | 4 : 1    | 33 000      |
| 1997. szeptember 10. | Dinamo Stadion, Minszk     | előselejtező (4. csoport) | Belarusz–Ausztria         | 0 : 1    | 7 000       |
| 1997. november 15.   | San Paolo Stadion, Nápoly  | rájátszás                 | Olaszország–Oroszország   | 1 : 0    | 69 207      |

##### Európa-bajnokság
Az európai-labdarúgó torna döntőjéhez vezető úton Angliába a X., az 1996-os labdarúgó-Európa-bajnokságra az UEFA JB játékvezetőként foglalkoztatta.

##### 1996-os labdarúgó-Európa-bajnokság

###### Selejtező mérkőzés
| Időpont            | Helyszín                      | Mérkőzés típusa           | Mérkőzés                | Eredmény | Nézők száma |
| ------------------ | ----------------------------- | ------------------------- | ----------------------- | -------- | ----------- |
| 1994. november 16. | Windsor Park Stadion, Belfast | előselejtező (6. csoport) | Észak-Írország–Írország | 0 : 4    | 10 336      |
| 1995. november 11. | San Nicola Stadion, Bari      | előselejtező (4. csoport) | Olaszország–Ukrajna     | 3 : 1    | 43 999      |

###### Európa-bajnoki mérkőzés
| Időpont          | Helyszín                        | Mérkőzés típusa              | Mérkőzés                 | Eredmény | Nézők száma |
| ---------------- | ------------------------------- | ---------------------------- | ------------------------ | -------- | ----------- |
| 1996. június 11. | City Ground Stadion, Nottingham | csoportmérkőzés (D. csoport) | Horvátország–Törökország | 0 : 1    | 22 460      |

##### Nemzetközi kupamérkőzések
Vezetett Kupa-döntők száma: 2.

###### UEFA-bajnokok ligája
| Időpont              | Helyszín                      | Mérkőzés típusa    | Mérkőzés                             | Eredmény |
| -------------------- | ----------------------------- | ------------------ | ------------------------------------ | -------- |
| 1992. szeptember 16. | Tehelné Pole Stadion, Pozsony | első selejtező kör | ŠK Slovan Bratislava–Ferencvárosi TC | 4 : 1    |
| 1997. augusztus 27.  | Lerkendal Stadion, Trondheim  | 2. selejtező kör   | Rosenborg BK–MTK Budapest FC         | 3 : 1    |

###### UEFA-kupa
| Időpont        | Helyszín                  | Mérkőzés típusa | Mérkőzés                                   | Eredmény | Nézők száma |
| -------------- | ------------------------- | --------------- | ------------------------------------------ | -------- | ----------- |
| 1996. május 1. | Olimpiai Stadion, München | döntő           | FC Bayern München–FC Girondins de Bordeaux | 2 : 0    | 63 000      |

##### UEFA-szuperkupa
| Időpont          | Helyszín             | Mérkőzés típusa | Mérkőzés                           | Eredmény | Nézők száma |
| ---------------- | -------------------- | --------------- | ---------------------------------- | -------- | ----------- |
| 1997. február 5. | Alpi Stadion, Torino | döntő           | Juventus FC–Paris Saint-Germain FC | 3 : 1    | 35 100      |

## Szakmai sikerek
Az IFFHS (International Federation of Football History & Statistics) 1987-2011 évadokról tartott nemzetközi szavazásán 151, játékvezető besorolásával minden idők 75, legjobb bírójának rangsorolta, holtversenyben Günter Benkö, Vadzim Dzmitrijevics Zsuk társaságában.